# Meteorium gerale
Meteorium gerale är en bladmossart som beskrevs av Brotherus 1906. Meteorium gerale ingår i släktet Meteorium och familjen Meteoriaceae. Inga underarter finns listade i Catalogue of Life.